# Кобзон Йосип Давидович
Йо́сип Дави́дович Кобзо́н (рос. Иосиф Давыдович Кобзон; 11 вересня 1937, Часів Яр, Сталінська область, Українська РСР (нині Донецька обл. України) — 30 серпня 2018, Москва, Росія) — український, радянський і російський естрадний співак (баритон), музичний педагог єврейського походження, громадський діяч, російський політик — депутат Держдуми РФ II—VII скликання (1997—2018), член партії Єдина Росія (2007—2018), Герой праці Російської Федерації (2016), народний артист СРСР (1987), народний артист України (1991—2018; позбавлений).
Був прихильником путінського режиму. Українофоб. Відомий своєю позицією на підтримку політики Володимира Путіна та захистом самопроголошених республік ДНР і ЛНР.

## Життєпис
Мати, Іда Ісааківна Шойхет, народилась 31 травня 1907 року в Подільскій губернії[джерело?], рано залишилась без батька і з 13 вимушена була заробляти вирощуванням тютюну. В молодості працювала на деревообробній фабриці, у 22 стала до лав КПРС. З 1930 року працювала народною суддею.
Йосип Давидович Кобзон народився 11 вересня 1937 року у м. Часів Яр Сталінської (з 1961 — Донецької) області 1937 року. Перед нападом Німеччини на Радянський Союз сім'я перебралася до Львова, звідки батько пішов на фронт як політрук, а мати з трьома дітьми — в евакуацію до Узбекистану. 1943 року батько був демобілізований після контузії, але до сім'ї не повернувся, і Йосип Кобзон не любив його згадувати. Після евакуації сім'я повернулася до України в м. Краматорськ, де малий Йосип пішов до школи № 6. Через кілька років сім'я перебралася до Дніпропетровська, де його мати вийшла заміж удруге, за Мойсея Мойсейовича Раппопорта.
У 1952-1956 роках навчався у Дніпропетровському гірничому технікумі. Протягом років навчання продовжував відвідувати заняття співом[джерело?]. 1956 року призваний до лав Радянської Армії. Першого року служби був заспівувачем, надалі — артистом Ансамблю пісні й танцю Закавказького військового округу. Після демобілізації в 1958 році вступив до Державного музично-педагогічного інституту імені Гнєсіних на вокальний факультет до класу Любові Володимирівни Котельникової.
Навчання в інституті поєднував із роботою у цирку як вокаліста. Після знайомства з композитором Аркадієм Островським почав професійно займатись співом. Спочатку виступав з І. Кохно та працював самостійно з композиторами Вано Мураделі, А. Новіковим, Арно Бабаджаняном, Марком Фрадкіним, Олександрою Пахмутовою, Серафімом Туліковим, Данилом Френкелєм, Едуардом Колмановським, Оскаром Фельцманом та іншими.
Відомим став після Блакитного вогника 1962 року, де виконав пісню «рос. Куба — любовь моя».
1962 року вийшла перша платівка пісень О. Островського і А. Пахмутової у виконанні Йосипа Кобзона. Того ж року співак вперше виїхав у творче відрядження до Угорщини з Є. Колмановським і К. Ваншенкіним. Саме тоді Йосип Кобзон почав працювати самостійно, багато виїжджав у віддалені міста СРСР і на комсомольські будівництва.
У 1964 році Йосип Кобзон виступив на міжнародному конкурсі у місті Сопоті (Польща) і став його лауреатом. Того ж року здобув звання заслуженого артиста Чечено-Інгушської АРСР. У 1965 році артист взяв участь у міжнародному конкурсі «Дружба», що проходив у шести соціалістичних країнах, і завоював перші місця у Варшаві, Берліні та Будапешті.
1966 року став лауреатом Всесоюзного конкурсу виконавців радянської пісні. У 1968 — лауреатом міжнародного конкурсу «Золотий Орфей». Учасник багатьох всесвітніх фестивалів молоді та студентів. З 1974 року є народним артистом Дагестанської АРСР.
У радянські часи виконував ліричні й патріотичні пісні, що славили радянську дійсність. Прославився виконанням пісень до серіалу «Сімнадцять миттєвостей весни». У середині 1990-х «урочисто попрощався» з естрадою, провів низку прощальних гастролей, але, попри це, і далі співав та виступав. Знаменитий перукою, яку носив декілька десятиліть.
Після розпаду СРСР Кобзон став дуже заможною людиною й часто обвинувачувався в причетності до організованої злочинності. Після цього йому заборонили в'їзд до країн Європи, Ізраїлю, Канади та США, на що він неодноразово скаржився в інтерв'ю й навіть намагався ініціювати офіційні розгляди із цього приводу.
Співака неодноразово обирали в Державну думу від Агинського Бурятського автономного округу.

## Смерть та похорон
З 2001 року Йосип Давидович боровся з раком, однак помер 30 серпня 2018 року на 81 році життя. . Кобзон похований на Востряковському цвинтарі в Москві поряд з матір'ю, як вказував у своєму заповіті.

## Заяви та вчинки

### Антиукраїнські

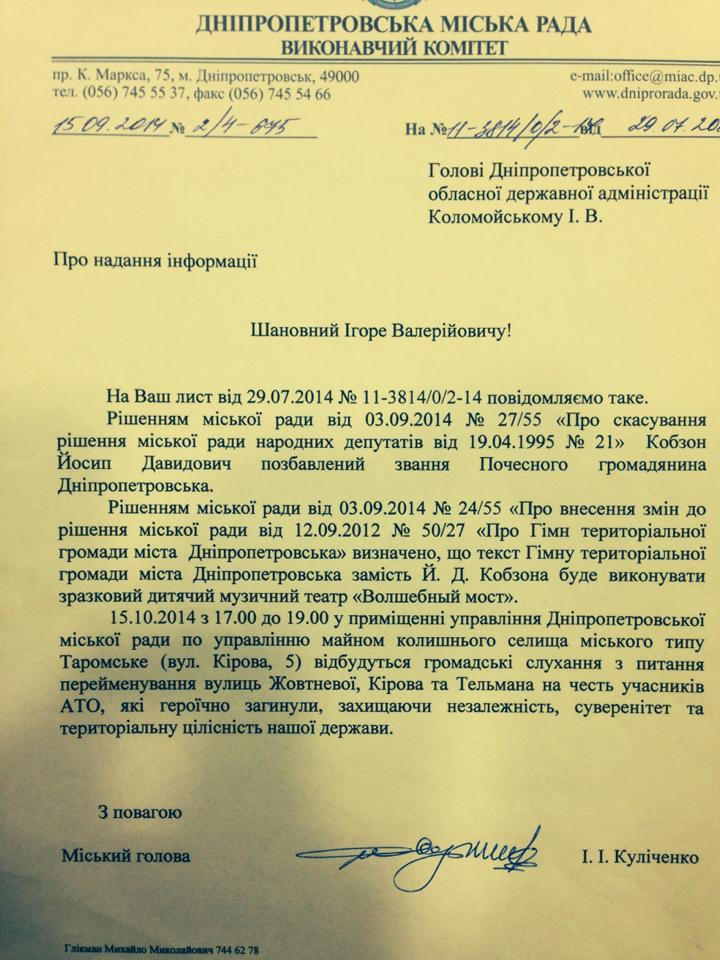
Рішення Дніпропетровської міськради про позбавлення Й. Д. Кобзона статусу почесного громадянина міста Дніпропетровська.

Йосип Кобзон до кінця свого життя активно підтримував політику й рішення президента РФ Володимира Путіна щодо України, а також терористичні псевдореспубліки ДНР, ЛНР та владу невизнанної Республіки Крим.
- 20 лютого 2014 року звинуватив тодішнього президента України Віктора Януковича у слабкості[8], висловився за арешти та «наведення ладу в країні»[9]. Виступив за силовий розгін Євромайдану.
- Коментуючи наміри позбавити його звання почесного громадянина міста Дніпропетровська, назвав гімн України нацистським[10].
- У березні 2014 року разом з іншими діячами культури РФ підписав скандального листа на підтримку дій президента Росії Володимира Путіна у Криму та Україні.
- У жовтні 2014 року Кобзон незаконно перетнув кордон України та відвідав окупований Донецьк. Там він представив так званий «гімн» для сепаратистів ДНР[11].
- В грудні 2016 одну зі своїх пісень присвятив терористу з ДНР Арсену Павлову «Моторолі»[12].

### Інші
У 2015 році в Читі зграя собак загризла насмерть дитину, після чого Кобзон заявив про необхідність убивати вуличних собак. «Якщо таке сталося, необхідно вживати кардинальні заходи, собак потрібно відловлювати і знищувати. І плювати на тих „зелених“, які їх захищають», — повідомив Кобзон.

## Реакції

### Санкції

Країни, в які було заборонено в'їзд Кобзону.

- 21 липня 2014 року Йосипу Кобзону (а також ще двом російським поп-артистам — Олегу Газманову та Аллі Перфіловій, відомій під сценічним псевдонімом Валерія) — на невизначений час заборонено в'їзд до Латвії. Про це повідомило латвійське Міністерство закордонних справ. «Ці особи своїми діями сприяли порушенню територіальної цілісності і суверенітету України», — йдеться в повідомленні. Голова МЗС Латвії Едгар Рінкевич ухвалив рішення на підставі Закону про іноземців[14]. 19 липня міністр Рінкевич написав у твіттері, що вирішив «заборонити російським апологетам імперіалізму та агресії приїжджати до Латвії на тусовочні заходи».
- Кількома роками раніше йому заборонили в'їзд в Ізраїль, США та країни ЄС з мотивацією — як учаснику організованої злочинності.
- Служба безпеки України включила Йосипа Кобзона до списку осіб, яким заборонено в'їзд на територію України. 27 жовтня 2014 року він виступив із концертом в окупованому Донецьку, в Донецькому академічному державному театрі опери та балету ім. Анатолія Солов'яненка[15].
- 16 лютого Кобзон посів 150-е місце у списку осіб, яким заборонено в'їзд до країн ЄС в межах прийнятих обмежувальних заходів у зв'язку з діями, що загрожують територіальній цілісності, суверенітету й незалежності України[16]. Ця подія викликала в російському політикумі значний резонанс[17].

У вересні 2015 року Йосип Кобзон був включений до санкційного списку (номер 94 у списку), запровадженого Україною у відповідь на російську збройну агресію.
Фігурант бази даних центру «Миротворець» як особа, яка незаконно відвідувала окупований Росією Крим, свідомо порушуючи державний кордон України та посібник терористів.

### Інше
- У жовтні 2014 року Державне агентство України з питань кіно закликало керівників телебачення та ЗМІ не допускати появи в ефірі та на шпальтах зокрема Йосипа Кобзона через його українофобські заяви та вчинки[22].
- Поява Кобзона[23] в ефірі телеканалу «Інтер» у новорічних програмах з 31 грудня 2014 до 1 січня 2015 років викликала масове обурення у соціальних мережах та блогосфері; згодом заяви з цього приводу зробила велика кількість українських чиновників найвищого рівня, політиків і громадських діячів[24][25].
- Антін Мухарський, а також гурт Жадан і Собаки записали сатиричні пісні, присвячені Йосипу Кобзону[26][27].
- 8 серпня 2015 року Кобзона внесено до «чорного списку» Міністерства культури України[28].
- У містах України співака позбавили статусу «почесного громадянина», в тому числі й у Краматорську.[29] Окрім міст, що є частиною ОРДЛО.
- Після позбавлення звання Почесного громадянина м. Дніпропетровськ (3 вересня 2014 року), пам'ятну дошку, розташовану на фасаді головного корпусу Університету митної справи та фінансів, було демонтовано за пропозицією керівництва Університету.

## Відзнаки і нагороди

### Державні нагороди
- Герой праці Російської Федерації (21 квітня 2016)
- Згідно з Указом Президента України від 14 травня 2018 року, позбавлений таких нагород як:
  - Орден «За заслуги» I ст. (4 липня 2012) — за вагомий особистий внесок у соціально-економічний та культурно-освітній розвиток Донецької області, багаторічну сумлінну працю, високий професіоналізм та з нагоди 80-річчя утворення області[30].
  - Орден «За заслуги» II ст. (3 липня 2002) — за вагомий особистий внесок у соціально-економічний та культурний розвиток регіону, високий професіоналізм та з нагоди 70-річчя утворення Донецької області[31].
  - Орден «За заслуги» III ст. (18 лютого 2000) — за значні особисті заслуги у розвитку пісенного мистецтва, багаторічну плідну творчу і громадську діяльність[32].
  - Народний артист України (27 грудня 1991) — за видатні заслуги у розвитку музичного мистецтва, пропаганду української пісні[33].

Позбавлений нагороди, згідно з Указом Президента України від 14 травня 2018 року. Позбавленню передували такі події:
11 листопада 2014 — заява самого Козбона про те, що він хоче, щоб його позбавили звання Народний артист України, але не має наміру звертатися до української влади;
11 грудня 2015 року — збір підписів під електронною петицією до Президента України з вимогою позбавити Й. Д. Кобзона почесного звання Народний артист України;
2 травня 2018 — прийняття рішення Ради національної безпеки України «Про застосування та скасування персональних спеціальних економічних та інших обмежувальних заходів (санкцій)», в якому йшлося про «позбавлення державних нагород України, інших форм відзначення», це рішення було введено в дію Указом Президента від 14 травня 2018.

### Нагороди терористичних організацій
- Звання «Герой Донецької Народної Республіки» (ДНР, 2015)[38]
- «почесний знак» терористичної організації ЛНР I ст. (2016)[39].

### Почесні звання
- Почесний громадянин Бахмута (позбавлений звання 1 лютого 2023 року)[40]
- Почесний громадянин Горлівки
- Почесний громадянин Донецька
- Почесний громадянин міста Часів Яр
- Почесний громадянин міста Кобеляки (позбавлений звання)[4]
- Почесний громадянин Дніпра (позбавлений звання та права виконувати гімн міста 3 вересня 2014 року)[41].
- Почесний громадянин Полтави (позбавлений звання 25 листопада 2014 року)[42][43].
- Почесний громадянин Краматорська (позбавлений звання 28 січня 2015 року)[44].
- Почесний громадянин Слов'янська (позбавлений звання 26 липня 2015 року).

### Пам'ятник і пам'ятна дошка
30 серпня 2003 року в Донецьку встановили пам'ятник Йосипу Кобзону.
Уночі проти 7 липня 2015 року в Часовому Яру невідомими було демонтовано пам'ятну дошку Йосипу Кобзону, встановлену раніше на фасаді міської ради. Його ім'я раніше носила вулиця Миру у місті Часів Яр.